# Leptocerus rutulus
Leptocerus rutulus là một loài Trichoptera trong họ Leptoceridae. Chúng phân bố ở miền Ấn Độ - Mã Lai.